# Desayuno andaluz
El tradicional desayuno andaluz es un tipo de desayuno ligero que consta principalmente de una pieza de pan, con aceite de oliva o tomate triturado, acompañado con sal, y que combina para beber leche, zumo o café.
En la celebración del Día de Andalucía, entre los actos que se celebran en los centros educativos, es la de servir desayuno andaluz al alumnado. También para la conmemoración de este día se realizan desayunos en hospitales, asociaciones y hermandades religiosas.

## Origen y composición
Tiene orígenes en los jornaleros andaluces, que aprovechaban los pocos recursos de los que disponían. El desayuno normalmente está compuesto por uno de estos tres platos:
- El pan con aceite consta de una rebanada de "pan de campo" (artesanal), normalmente pan candeal o mollete antequerano,[9] tostado, con aceite de oliva y sal, a veces tomate triturado o en rodajas habitualmente acompañados de jamón y en ciertas ocasiones, ajo, bien en pequeños trozos o bien untado directamente en el pan tostado.

- El pan con manteca. Consta de pan tostado, y manteca blanca o colorá, que puede incluir o no trozos de lomo de cerdo adobado (en cuyo caso se suele llamar pella o manteca con zurrapa).

acompañado de una bebida, habitualmente leche, batido, zumo o café.

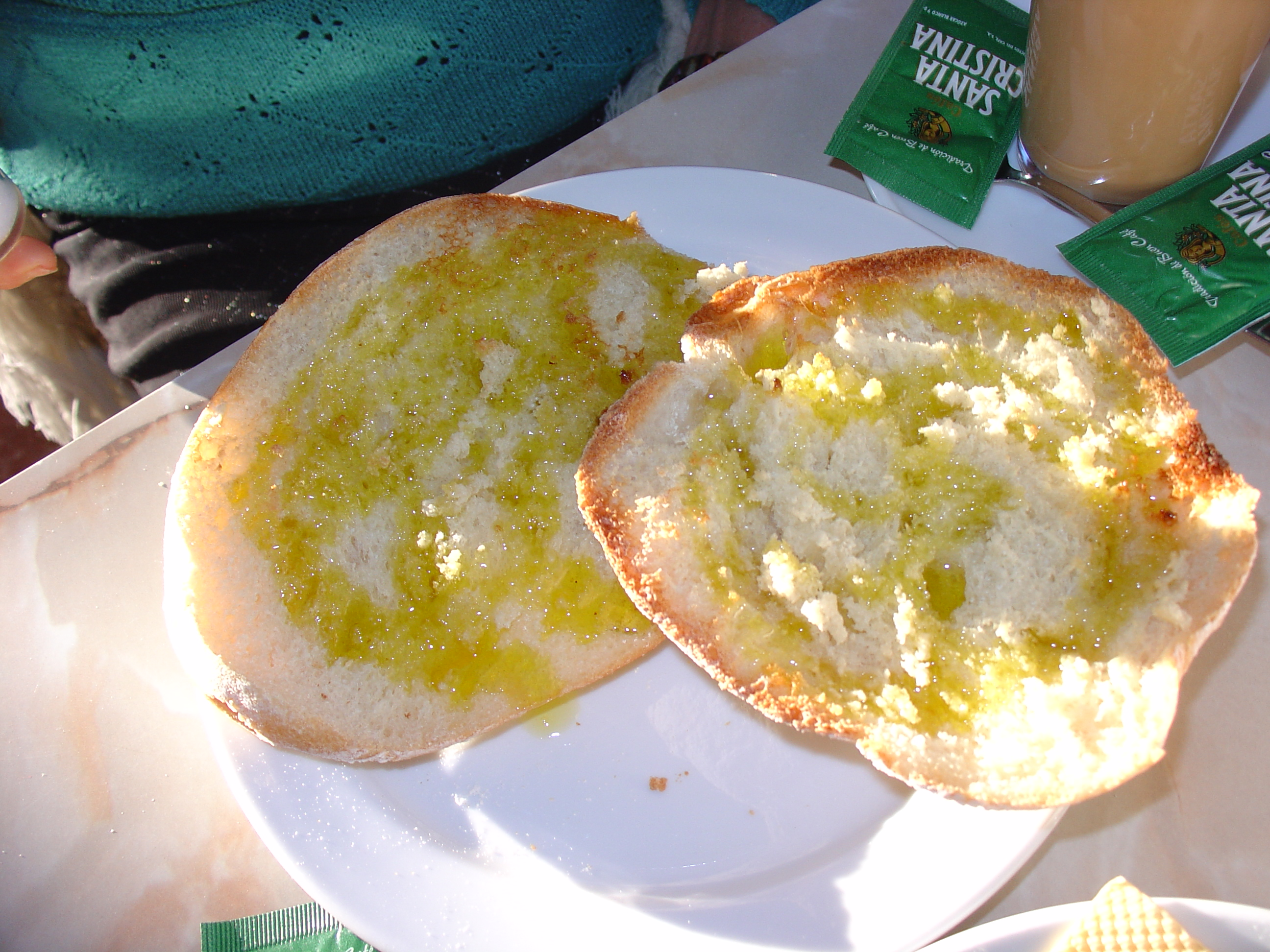
Desayuno andaluz que consta de mollete antequerano con aceite de oliva y café.

Otras variantes incluyen la tostada de mollete con aceite de oliva y sardina o acedía, o la tostada con aceite de oliva espolvoreada con azúcar.

## Servir
Se suele servir de forma muy sencilla: el pan se tuesta ligeramente hasta que quede crujiente y algo áspero en su superficie, luego se vierte un chorro de aceite con una alcuza. Antes de verter el aceite de oliva hay quien le frota un diente de ajo y le echa un poco de sal.

## El desayuno en la actualidad
Hoy en día es tan popular que no se limita a la comunidad autónoma de Andalucía, sino que se puede obtener un desayuno andaluz en muchas comunidades de España, sobre todo en las cafeterías, donde hay instalados unos pequeños hornos eléctricos para tostar el pan. 
Es muy popular la pulpa de tomate triturado para acompañar al pan con aceite. Son famosas las tostadas que se acompañan de jamón de cocido, jamón serrano o ibérico. Todas ellas con o sin tomate triturado o en rodajas. También son típicas las tostadas de paté, de mantequilla con mermelada o de queso.
En el año 2008, la Junta de Andalucía, comenzó a realizar una campaña «Conoce el desayuno andaluz», para dar a conocer y concienciar a escolares de entre 8 y 11 años del benefeicio de tomar este desayuno. Dicha iniciativa contó con el apoyo de los Consejos Reguladores de las DOP de aceite de Antequera, Aceite de Montoro-Adamuz y de la IGPTomate de La Cañada-Níjar.
Un estudio del año 2015, estableció que la población andaluza tiene como base de su desayuno el andaluz con la tostada, con un 67'9% frente a bollería, galletas y otras opciones.